# Hosokawa Fujitaka
Hosokawa Fujitaka (細川藤孝?   3 de junio de 1534-6 de octubre de 1610) fue un daimyō japonés durante el período Sengoku de la historia de Japón.
También conocido como  Hosokawa Yūsai (細川幽斎?), Fujitaka fue un prominente sirviente del último de los shogun Ashikaga. Su hijo, Hosokawa Tadaoki, llegó a ser uno de los principales generales del clan Oda.
Después de Incidente en Honnō-ji de 1582, Fujitaka se hizo la tonsura budista y cambió su nombre al de Yūsai, sin embargo continuó siendo una importante fuerza política bajo Toyotomi Hideyoshi y más tarde para Tokugawa Ieyasu. Hideyoshi le concedió un estipendio de retiro de 3,000 koku en la Provincia de Yamashiro.
Fujitaka fue enterrado en Kioto pero tiene una segunda tumba en Kumamoto, donde su nieto, Hosokawa Tadatoshi gobernó.